# Place Lénine (Astrakhan)
Pour les articles homonymes, voir Place Lénine.

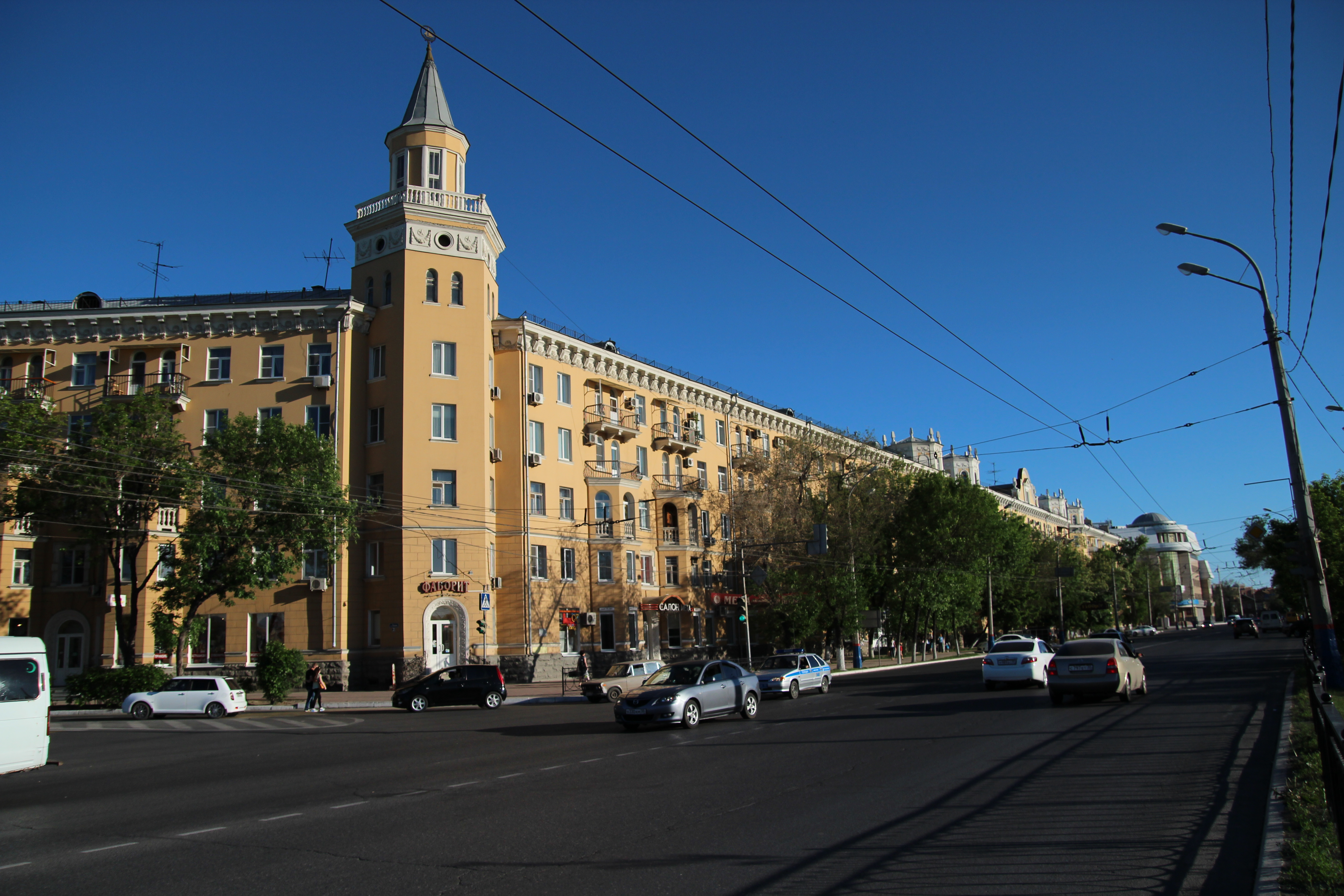
Immeuble à tour.

La place Lénine (Площадь Ле́нина) est la principale place de la ville d'Astrakhan en Russie méridionale. Elle doit son nom au révolutionnaire Vladimir Ilitch Oulianov, dit Lénine.

## Histoire
Une grande place se trouvait au XVIe siècle en partie à cet emplacement pour l'arrivée des caravanes et des marchands, près des murs du kremlin d'Astrakhan. Les murs qui l'entourent sont détruits. Sous le règne d'Alexandre II, on y installe un jardin public. Ce jardin Alexandre devient après la révolution de 1917 le jardin Olympe. On décide d'y aménager une grande place urbaine pour les quatre cents ans de la ville. Les travaux sont terminés en 1958. On y installe sept fontaines et une tribune. Une statue de Lénine est érigée au milieu de la place.
Cette place est réaménagée pour les quatre cent cinquante ans de la ville selon des plans d'architectes de Saint-Pétersbourg.Le revêtement du sol est refait en granite clair en harmonie avec les murs blancs du kremlin. Les sept bassins avec les deux grandes fontaines de chaque côté de la place (la Neva et la Volga) constituent l'attraction majeure de l'endroit.
Le long de la place se trouvent des immeubles du classicisme stalinien (numéros 2, 4, 6, 8, 10, 12, 14).